# Siergiej Romczenko
Siergiej Wasiljewicz Romczenko (ros. Сергей Васильевич Ромченко, ur. 1893 w Nowogrodzie Siewierskim, zm. 1972) – radziecki działacz partyjny i państwowy.

## Życiorys
W 1917 wstąpił do SDPRR(b), w styczniu 1918 został przewodniczącym Komitetu Wykonawczego Rady Powiatowej w Nowogrodzie Siewierskim, 1918 był przewodniczącym Seredynobudskiego Komitetu Rewolucyjnego i przewodniczącym Podziemnego Komitetu Wojskowo-Rewolucyjnego w Nowogrodzie Siewierskim. W grudniu 1918 został przewodniczącym Komitetu Powiatowego KP(b)U w Nowogrodzie Siewierskim, 1924 kierował wydziałem Ludowego Komisariatu Handlu Zagranicznego, od 28 września do 19 października 1937 był p.o. przewodniczącego Komitetu Wykonawczego Smoleńskiej Rady Obwodowej.